# Ocellularia profunda
Ocellularia profunda är en lavart som först beskrevs av James Stirton och som fick sitt nu gällande namn av Armin Mangold, John Alan Elix och Helge Thorsten Lumbsch. 
Ocellularia profunda ingår i släktet Ocellularia och familjen Graphidaceae. Inga underarter finns listade i Catalogue of Life.